# Ventoselo (Beariz)
Ventoselo es una aldea situada en la parroquia de Beariz, del municipio de español de San Amaro, en la provincia de Orense, Galicia.

## Demografía
| Gráfica de evolución demográfica de Ventoselo entre 2000 y 2023 |
|                                                                 |
| Datos según el nomenclátor publicado por el INE.                |

## Patrimonio
En este pueblo se construyó en 2014 un monasterio tibetano.